# Jan Nieuwenhuyzen

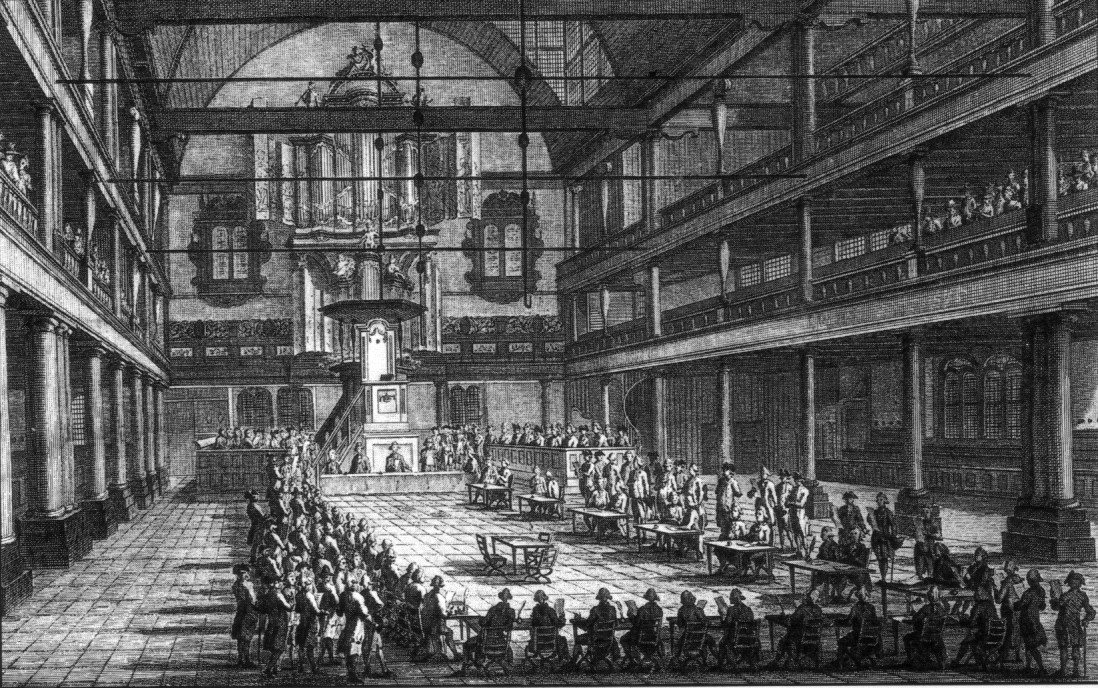
Primera reunión de "Het Nut" en la antigua iglesia Luterana en Ámsterdam en el año 1791.

Jan Nieuwenhuijzen (1 de septiembre de 1724 en Haarlem – 24 de febrero de 1806 en Monnickendam) fue un maestro y ministro menonita holandés.

## Vida
Primero se formó para ser un vendedor de libros y en 1743, entró en el gremio en la ciudad de Haarlem.Se casó con la poetisa Gezina Wijnalda, una sobrina de Age Wijnalda en 1751.Después vendió sus oficinas de impresión en 1758, después de la formación del seminario Menonita en Ámsterdam para convertirse en un ministro. Sirvió en Middelharnis entre 1758-1763,  en Aardenburg entre 1763-1771, y en Monnikendam entre 1771-1806. En 1784, junto con su hijo Martinus que se convertirá en un médico en Edam, fundó la sociedad "Genoodschap van Konsten en Wetenschappen, onder de zinspreuk: Tot Tuerca de van 't Algemeen", más a menudo llamada Maatschappij tot Nut van't Algemeen, o simplemente Het Nut.